# Casa Pilar de Parellada
La casa Pilar de Parellada és un edifici de Sitges (Garraf) inclòs a l'Inventari del Patrimoni Arquitectònic de Catalunya.

## Descripció
És un edifici entre mitgeres, elevat respecte del nivell del carrer i estructurat en dos plans respecte de la línia de la façana.
És format per planta baixa i dos pisos. A la planta baixa un petit pati condueix a un porxo on s'obre la porta d'accés a l'interior. Les obertures de la planta baixa són d'arc carpanell, les del primer pis allindades i les del segon de dimensions més reduïdes, són així mateix d'arc carpanell. La façana es corona amb una cornisa sobresortint, amb coberta de teula. Un rellotge de sol pintat sobre mur de la façana completa la decoració del conjunt.

## Història
La documentació conservada a l'Arxiu Històric municipal de Sitges informa sobre la modificació efectuada en aquest edifici l'any 1914. La propietària Pilar de Parellada va demanar-ne el permís el 28-3-1914 i l'autorització va ser concedida el 2-4-1914. Els plànols realitzats en aquell mateix any, apareixen signats per l'arquitecte Domènech.